# Microloxoconcha subterranea
Microloxoconcha subterranea is een mosselkreeftjessoort uit de familie van de Loxoconchidae. De wetenschappelijke naam van de soort is voor het eerst geldig gepubliceerd in 1983 door Gottwald.